# Slanted and Enchanted
| Оценки критиков               | Оценки критиков |
| Источник                      | Оценка          |
| ----------------------------- | --------------- |
| AllMusic                      | [ 2 ]           |
| Encyclopedia of Popular Music | [ 7 ]           |
| Entertainment Weekly          | A−              |
| NME                           | 8/10            |
| Q                             | [ 10 ]          |
| The Rolling Stone Album Guide | [ 11 ]          |
| Select                        | 4/5             |
| Spin                          | [ 13 ]          |
| Spin Alternative Record Guide | 10/10           |
| The Village Voice             | A               |

Slanted and Enchanted — дебютный студийный альбом американской инди-рок-группы Pavement, выпущенный 20 апреля 1992 года на лейбле Matador Records. Это единственный альбом Pavement с участием барабанщика Гэри Янга. Лонгплей был высоко оценён критиками и считается ориентиром для следующих исполнителей инди-рока: журнал Rolling Stone поставил его на 199-е место в рейтинге «500 величайших альбомов всех времён». По состоянию на 2007 год было продано 150 000 копий альбома.

## История создания
Slanted and Enchanted был разослан критикам в 1991 году, за несколько месяцев до официального релиза; в записи первоначальной версии альбома участвовала не вся группа, так как в процессе в ней поменялись несколько музыкантов. Сессии записи были разделены между студиями South Makepeace Studios (Бруклин, Нью-Йорк: 24 декабря 1990 года) и Louder Than You Think Studios (Стоктон, Калифорния: 13-20 января 1991 года).
Ведущий сингл пластинки, «Summer Babe», был выпущен в августе 1991 года на чикагском лейбле Drag City. После этого группа перебралась на новый лейбл — Matador. Сингл также содержал би-сайды «Mercy Snack (The Laundromat)» и «Baptist Blacktick», которые позже были включены в расширенную версию альбома. Альтернативный микс «Summer Babe» под названием «Summer Babe (Winter Version)» фигурировал в альбоме в качестве первого трека. Позднее песня заняла 286-е место в списке «500 величайших песен всех времён» по версии журнала Rolling Stone в 2004 году (и 292-е — в обновлённом списке 2011 года).
Сингл «Trigger Cut» был первоначально выпущен в Великобритании лейблом Big Cat Records (13 июля 1992 года), а в следующем месяце — в США компанией Matador.
Название «Slanted and Enchanted» является отсылкой к названию карикатуры, созданной покойным фронтменом группы Silver Jews Дэвидом Берманом. Обложка альбома была позаимствована у уже существующий пластинки Ferrante & Teicher’s — Keyboard Kapers. Релиз Slanted and Enchanted состоялся 20 апреля 1992 года. Альбом был тепло встречен критиками, добравшись до 72-м места национального британского хит-парада. По состоянию на 2007 год было продано более 150 000 копий альбома.
В 2002 году Matador выпустил Slanted and Enchanted: Luxe & Reduxe, сборник, содержащий оригинальный альбом, а также невошедший в него материал записанный в период сессий.

## Отзывы критиков
Музыкальный обозреватель газеты The Village Voice Роберт Кристгау оценил альбом в положительном ключе, написав, что Pavement «хороши как в мелодии, так и в нойзе» и что Slanted and Enchanted содержит «достаточно сложное послание, чтобы вселить надежду… что группа [в будущем] наверстает с текстами». Эрик Дэвис из Spin провозгласил Slanted and Enchanted «platter du jour» журнала за март 1992 года, назвав альбом «настолько прекрасным, что иногда он кажется чересчур совершенным».
С момента релиза Slanted and Enchanted фигурировал во многих рейтингах лучших «альбомов» и часто упоминается как один из самых влиятельных инди-рок-альбомов 1990-х. Так, Стивен Томас Эрлевайн из AllMusic назвал пластинку «классикой левого поля» и «одним из самых влиятельных альбомов 1990-х». В 2002 году Pitchfork присвоил Slanted and Enchanted максимальную оценку (10,0/10,0) в обзоре его переиздания и поставил его на пятое место среди лучших альбомов 1990-х годов в списке 2003 года. В свою очередь редакция Rolling Stone назвала Slanted and Enchanted «квинтэссенцией инди-рок-альбома» и поместил его в список 500 величайших альбомов всех времён. В 2017 году журнал Billboard охарактеризовал его, как «праздный шедевр» и «дефинитивный инди-рок-альбом».
Стивен Малкмус: 
Я считаю, что „Slanted and Enchanted“, пожалуй, лучшая запись, которую мы делали, по той простой причине, что он менее скованный и обладает неповторимой энергией.

### Рейтинги
| Издание        | Страна                    | Название                                                            | Год  | Место |
| -------------- | ------------------------- | ------------------------------------------------------------------- | ---- | ----- |
| Blender        | США                       | 100 величайших американских альбомов всех вроемён                   | 2002 | 67    |
| Blender        | США                       | 500 компакт-дисков, которые вы должны приобрести, прежде чем умрете | 2003 | *     |
| Blender        | США                       | 10 величайших инди-рок-альбомов в истории                           | 2007 | 1     |
| Pitchfork      | Соединённые Штаты Америки | 100 лучших альбомов 1990-х                                          | 1999 | 3     |
| Pitchfork      | Соединённые Штаты Америки | 100 лучших альбомов 1990-х                                          | 2003 | 5     |
| Rolling Stone  | Соединённые Штаты Америки | 200 важнейших альбомов рока                                         | 1997 | *     |
| Rolling Stone  | Соединённые Штаты Америки | Важнейшие альбомы 1990-х                                            | 1999 | *     |
| Rolling Stone  | Соединённые Штаты Америки | 500 величайших альбомов всех времён                                 | 2012 | 135   |
| Rolling Stone  | Соединённые Штаты Америки | 500 величайших альбомов всех времён                                 | 2020 | 199   |
| Rolling Stone  | Соединённые Штаты Америки | 100 лучших дебютных альбомов всех времён                            | 2013 | 25    |
| Rolling Stone  | Соединённые Штаты Америки | 100 лучших альбомов 1990-х                                          | 2010 | 24    |
| Slant Magazine | Соединённые Штаты Америки | Лучшие альбомы 1990-х                                               | 2011 | 40    |
| Spin           | Соединённые Штаты Америки | 100 лучших альбомов альтернативного рока                            | 1995 | 16    |
| Spin           | Соединённые Штаты Америки | 90 лучших альбомов 1990-х                                           | 1999 | 5     |
| Spin           | Соединённые Штаты Америки | 100 лучших альбомов за последние 20 лет                             | 2005 | 4     |
| Spin           | Соединённые Штаты Америки | 125 лучших альбомов за последние 25 лет                             | 2010 | 9     |

(*) означает неупорядоченный список.

## Список композиций
Слова и музыка всех песен — написаны Стивеном Малкмусом, за исключением «Two States» — авторства Скотта Каннберга.
| №                   | Название                                  | Длительность |
| ------------------- | ----------------------------------------- | ------------ |
| 1.                  | «Summer Babe (Winter Version)»            | 3:16         |
| 2.                  | «Trigger Cut / Wounded-Kite at :17»       | 3:16         |
| 3.                  | «No Life Singed Her»                      | 2:09         |
| 4.                  | «In the Mouth a Desert»                   | 3:52         |
| 5.                  | «Conduit for Sale!»                       | 2:52         |
| 6.                  | «Zurich Is Stained»                       | 1:41         |
| 7.                  | «Chesley's Little Wrists»                 | 1:16         |
| 8.                  | «Loretta's Scars»                         | 2:55         |
| 9.                  | «Here»                                    | 3:56         |
| 10.                 | «Two States»                              | 1:47         |
| 11.                 | «Perfume-V»                               | 2:09         |
| 12.                 | «Fame Throwa»                             | 3:22         |
| 13.                 | «Jackals, False Grails: The Lonesome Era» | 3:21         |
| 14.                 | «Our Singer»                              | 3:09         |
| Общая длительность: | Общая длительность:                       | 39:01        |

| №                   | Название                         | Автор(ы)                | Длительность |
| ------------------- | -------------------------------- | ----------------------- | ------------ |
| 15.                 | «Sue Me Jack»                    | Малкмус, Боб Настанович | 3:02         |
| 16.                 | «So Stark (You're a Skyscraper)» | Малкмус                 | 3:01         |
| Общая длительность: | Общая длительность:              | Общая длительность:     | 44:44        |

## Участники записи
Pavement
- Стивен Малкмус — вокал, гитара
- Скотт Каннберг[англ.] — бас, бэк-вокал, гитара, вокал в «Two States»
- Гэри Янг[англ.] — ударные, перкуссия

Дополнительный персонал
- Сай Джеймсон – звукорежиссёр («Here»)[1]

## Чарты
| Чарт (1992)                      | Высшая позиция |
| -------------------------------- | -------------- |
| Великобритания (UK Albums Chart) | 72             |